# اتو آیسلر
اتو آیسلر (انگلیسی: Otto Eisler; ۱ ژوئن ۱۸۹۳ – ۲۷ ژوئیهٔ ۱۹۶۸) معمار و طراح اهل چکسلواکی بود.